# TV klar
TV klar ist eine wöchentlich erscheinende Fernsehzeitschrift, die von der Bauer Media Group herausgegeben wird. Sitz der Redaktion ist Hamburg.

## Inhalt
TV klar ist die günstigste Programmzeitschrift der Bauer Media Group. Neben vier Seiten Fernsehprogramm und zwei Seiten Programmtipps werden auf den 72 Seiten auch die Themen Aktuelles, Gesundheit, Haushalt, Ernährung, Natur, Tiere, Wissen, Reise, Horoskop, Geld und Recht behandelt. Rezepte, der Krimi der Woche und Rätsel ergänzen den redaktionellen Teil.

## Zielgruppe
54 Prozent der Leser sind Frauen. Der durchschnittliche Leser ist 54 Jahre alt und hat ein Haushaltsnettoeinkommen von 2609 Euro.